# Грумберг, Григорий Павлович
Григорий Павлович Грумберг (укр. Григорій Павлович Грумберг; 6 мая 1926, Ромны, Сумская область, Украинская ССР) — советский и израильский театральный режиссёр, актёр, основатель и художественный руководитель израильского камерного театра «Портрет». Один из пионеров биографического моноспектакля в русскоязычном театре Израиля.

## Биография
Григорий Грумберг родился в 1926 году. В течение почти 30 лет он был главным режиссёром Харьковской филармонии, где поставил широкий спектр спектаклей — от поэтических вечеров до масштабных постановок на стадиона.
Во время Великой Отечественной войны работал на военном заводе № 510. В 1948 году поступил в Киевский государственный театральный институт имени И. К. Карпенко-Карого, который окончил в 1952 году. В последующие годы работал режиссёром в театрах, на телевидении и в филармонии, где поставил свыше 50 спектаклей, концертных программ, массовых театрализованных представлений и документальных фильмов.

## Эмиграция в Израиль
В 1993 году, в возрасте 67 лет, Грумберг репатриировался в Израиль. Уже в следующем году он представил свою первую израильскую постановку — моноспектакль «Генеральная репетиция» по автобиографической прозе Александра Галича. В этом спектакле он выступил как режиссёр и исполнитель единственной роли.

## Театр «Портрет»
В 1994 году Грумберг основал камерный театр «Портрет» в Израиле. С момента основания театр представил более 350 спектаклей. Театр работает при поддержке Израильского театра юного зрителя Шауля Тиктинера. С первых постановок театр заявил о себе своеобразием тематики и особым стилем — литературно-театральное действо, сочетающее драматургию, музыку и биографические элементы.
Среди наиболее известных работ театра «Портрет»:
- «Три жизни Айседоры Дункан»
- «Что бы сказал Шолом-Алейхем»
- «Последняя роль Соломона Михоэлса»
- «Смех лангусты. Сара Бернар»
- «Король оперетты — Имре Кальман»
- «Фальшивая нота» по пьесе Дидье Карона (2022)

Спектакль «Что бы сказал Шолом-Алейхем» был показан более 120 раз и стал рекордным для труппы.

## Творческий стиль
Грумберг известен своим уникальным подходом к театру, создавая камерные биографические постановки, которые сочетают в себе элементы литературного чтения, музыки и драматургии. Его спектакли часто посвящены выдающимся личностям еврейской культуры и истории.

## Признание и влияние
Григорий Грумберг считается значимой фигурой в театральной жизни как Украины, так и Израиля. Его работы продолжают вдохновлять зрителей и коллег. В 2021 году он дал интервью в программе «Гостиный двор», где рассказал о своём творческом пути и театре «Портрет».